# Добров, Иван Петрович
Иван Петрович Добров (26.09.1909, Николаевская область — 30.07.1975) — советский военнослужащий, участник Великой Отечественной войны, полный кавалер ордена Славы, командир отделения 178-го гвардейского стрелкового полка, гвардии младший сержант — на момент представления к награждению орденом Славы 1-й степени.

## Биография
Родился 26 сентября 1909 года в селе Викторовка Березанского района Николаевской области. Украинец. Образование среднее. Был одним из новаторов колхозного строительства, председателем колхоза в родном селе. Избирался делегатом II Всесоюзного съезда колхозников-ударников в 1935 году. Перед войной работал начальником районной конторы связи.
В августе 1941 года был призван в Красную Армию. В начале сентября во время боев в районе Каховки получил контузию и попал в госпиталь в город Геническ. Через три дня город заняли противники, и местные жители вывезли раненых бойцов из госпиталя и разместили у себя. Через три месяца, подлечившись, Добров перебрался в родное село. Участвовал в подпольной работе, был арестован гитлеровцами, бежал из тюрьмы. До освобождения советскими войсками Николаевской области он находился в подполье.
В мае 1944 года Доброва был снова призвали в армию и зачислен в 178-й гвардейский стрелковый полк 58-й гвардейской стрелковой дивизии. С этим полком прошел до победы. В первых же боях гвардии красноармеец Добров проявил себя умелым и отважным воином, вскоре стал младшим сержантом и был назначен командиром стрелкового отделения.
9-12 августа 1944 года полк вел ожесточенные бои по расширению плацдарма на левом берегу реки Вислы у населенных пунктов Ратае, Жабец, 36 км севернее города Тарнув. После мощной артиллерийской и авиационной подготовки первыми поднялись в атаку бойцы, возглавляемые гвардии младшим сержантом Добровым. Ворвавшись во вражескую траншею, они закрепились в ней и удерживали свои позиции трое суток, отразив несколько контратак противников. Когда к гвардейцам подошло подкрепление, перед позицией, которую обороняло отделение Доброва, лежало около трех десятков трупов противников.
Приказом командира 58-й гвардейской стрелковой дивизии от 25 августа 1944 года гвардии младший сержант Добров Иван Петрович награждён орденом Славы 3-й степени.
24 января 1945 года на левом берегу реки Одер под селом Эйзенау в напряженном бою при отражении контратаки противника гвардии младший сержант Добров уничтожил двенадцать противников.
Приказом от 24 марта 1945 года гвардии младший сержант Добров Иван Петрович награждён орденом Славы 2-й степени.
На рассвете 16 апреля под прикрытием мощного артиллерийского огня и дымовой завесы передовые батальоны 5-й гвардейской армии приступили к форсированию реки Нейсе у населенного пункта Емлиц, 7 км северо-восточнее станции Вайсвассер. Когда значительную часть штурмового мостика унесло течением, гвардейцы преодолели реку вплавь. Выбравшись на берег, Добров первым ворвался во вражескую траншею и в рукопашной схватке уничтожил тринадцать противников. Все попытки фашистов сбросить советских воинов с прибрежного клочка земли потерпели неудачу. Гвардейцы удержали плацдарм до подхода главных сил полка. В ходе последующего наступления гвардейцы вышли на реку Эльбу, и в районе города Торгау они встретились с первым подразделением американской армии.
Указом Президиума Верховного Совета СССР от 27 июня 1945 года за исключительное мужество, отвагу и бесстрашие, проявленные в боях с вражескими захватчиками на завершающем этапе Великой Отечественной войны, гвардии младший сержант Добров Иван Петрович награждён орденом Славы 1-й степени. Стал полным кавалером ордена Славы.
В сентябре 1945 года был демобилизован и вернулся на родину. Работал бригадиром маслобойного цеха Березанского райпищекомбината. Умер 30 июля 1975 года.
Награждён орденами Славы 3-х степеней, медалями.